# Tipula (Arctotipula) besselsoides
Tipula (Arctotipula) besselsoides is een tweevleugelige uit de familie langpootmuggen (Tipulidae). De soort komt voor in het Nearctisch gebied.